# Синалоа (муниципалитет)
Синалоа (исп. Sinaloa) — муниципалитет в Мексике, штат Синалоа, с административным центром в городе Синалоа-де-Лейва. Численность населения, по данным переписи 2010 года, составила 88 282 человека.

## Общие сведения
Название Sinaloa с языка народа кахитас можно перевести как: место изобилия питахайи.
Площадь муниципалитета равна 6326 км², что составляет 11,03 % от площади штата.  Он граничит с другими муниципалитетами штата Синалоа: на севере с Чойсом, на востоке с Бадирагуато, на юге с Мокорито, Сальвадор-Альварадо и Гуасаве, и на северо-западе с Эль-Фуэрте, а также на северо-востоке граничит с другим штатом Мексики — Чиуауа.

## Учреждение и состав
Муниципалитет был образован 25 марта 1915 года, в его состав входит 595 населённых пунктов, самые крупные из которых:
| Код INEGI | Населённый пункт                                                  | Численность населения (2005 год) | Численность населения (2010 год) |
| --------- | ----------------------------------------------------------------- | -------------------------------- | -------------------------------- |
| 017       | Всего                                                             | 85017                            | 88282                            |
| 0495      | Наранхо (исп. Estación Naranjo)                                   | 6022                             | 6307                             |
| 0001      | Синалоа-де-Лейва (исп. Sinaloa de Leyva) (административный центр) | 4530                             | 5240                             |
| 0588      | Хенаро-Эстрада (исп. Genaro Estrada)                              | 3249                             | 3355                             |
| 0595      | Габриэль-Лейва-Веласкес (исп. Gabriel Leyva Velázquez)            | 2574                             | 2529                             |
| 0244      | Руис-Кортинес-3 (исп. Ruiz Cortines Número Tres)                  | 2234                             | 2384                             |
| 0344      | Альфонсо-Кальдерон-Веларде (исп. Alfonso G. Calderón Velarde)     | 2154                             | 2265                             |
| 0079      | Кубири-де-Портелас (исп. Cubiri de Portelas)                      | 2059                             | 2088                             |
| 0818      | Эхидо-эль-Макипо (исп. Ejido el Maquipo)                          | 1646                             | 1690                             |

## Экономическая деятельность
По статистическим данным 2000 года, работоспособное население занято по секторам экономики в следующих пропорциях: сельское хозяйство, скотоводство и рыбная ловля — 61,9 %, промышленность и строительство — 11,4 %, сфера обслуживания и туризма — 23,8 %, прочее — 2,9 %.

## Инфраструктура
По статистическим данным 2010 года, инфраструктура развита следующим образом:
- электрификация: 96 %;
- водоснабжение: 85,4 %;
- водоотведение: 69,8 %.

## Достопримечательности
- Башня первой церкви иезуитов, построенная в 1635 году.
- Небольшой музей с антикварными образцами вещами.
- Бакубиритский метеорит.
- Плотина Густаво-Диас-Орбас.
- Поселение коренных жителей Окорони, сохранившее традиции и обычаи старины[3].

## Фотографии
- Бакубиритский метеорит
- Синалойская молочная змея